# De kleine Pauly

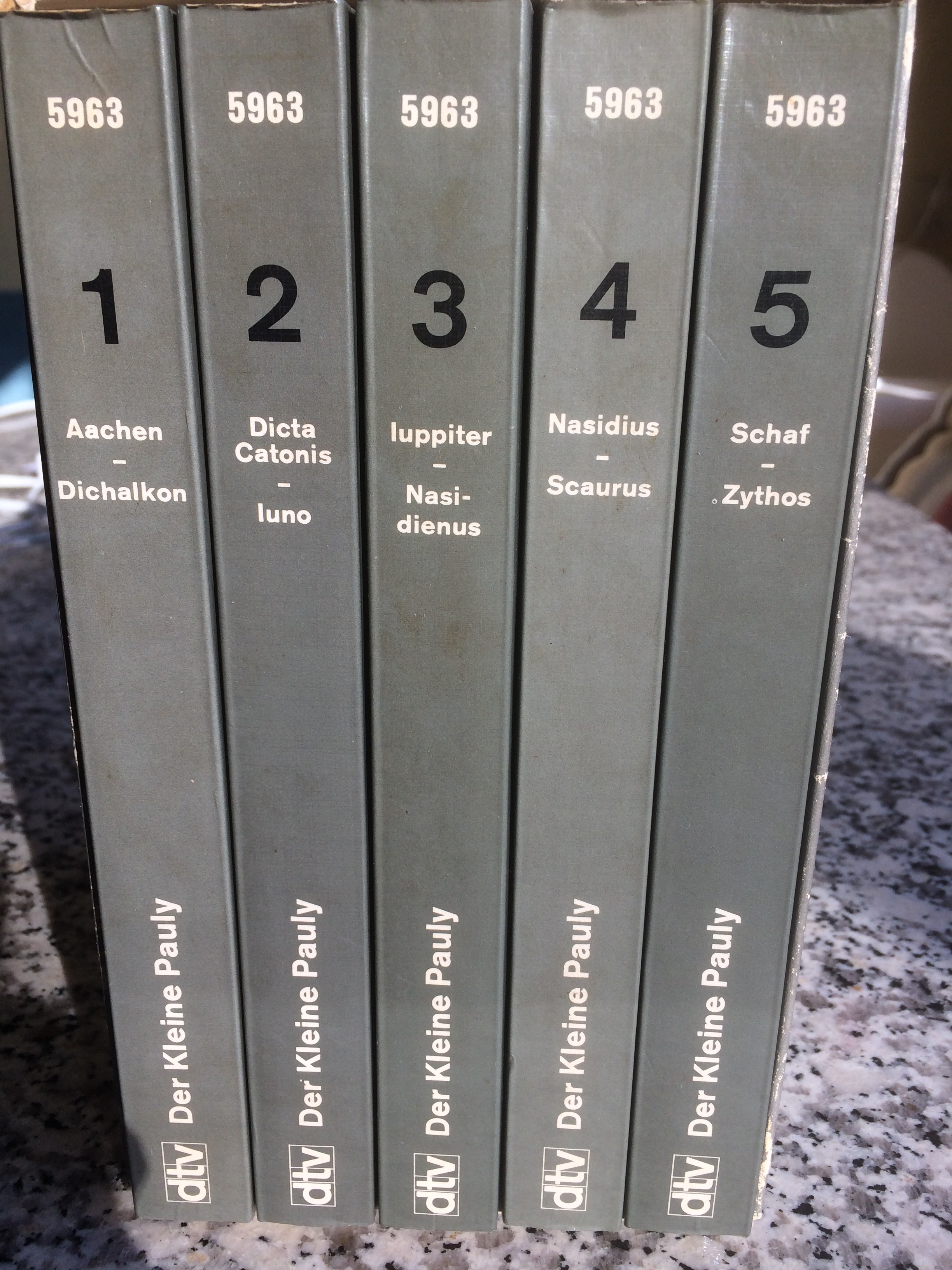
De box met daarin: de Kleine Pauly

De kleine Pauly, ook wel afgekort tot KP, is een compacte encyclopedie voor geïnteresseerden in de klassieke oudheid. 
De aanschaf van de complete, 84-delige RE, de Realencyclopädie der classischen Altertumswissenschaft was voor velen onmogelijk, gezien de kosten en het ruimtebeslag die deze encyclopedie met zich meebracht. Tussen 1964 en 1975 werd dan ook een compacte editie in vijf delen dundruk uitgegeven, de zogenaamde Kleine Pauly. De box met vijf delen compacte RE was en is populair bij studenten en wetenschappers.
De vijf delen dekken de volgende termen:
- Aachen – Dichalkon
- Dicta Catonis – Iuno
- Iuppiter – Nasidienus
- Nasidius – Scaurus
- Schaf – Zythos